# 쇼미더고스트
《쇼미더고스트》는 2021년에 개봉한 대한민국의 영화이다.

## 캐스팅
- 한승연 : 예지 역
- 김현목 : 호두 역
- 홍승범 : 기두 역
- 임채영 : 소희 역
- 이주협 : 병재 역
- 한상철 : 취객 역
- 설재영 : 경찰 1 역
- 서현재 : 경찰 2 역
- 최상현 : 편의점 알바생 1 역
- 김은모 : 편의점 알바생 2 역
- 백진욱 : 집 보는 예술가 역
- 문현정 : 집 보는 커리어 우먼 역
- 고경천 : 신혼부부 남 역
- 정예원 : 신혼부부 여 역
- 김정문 : 호두 집 주인 역
- 임재민 : 녹음실 피디 역
- 김판겸 : 녹음실 엔지니어 역
- 정한설 : 연습실 그림자 귀신 역
- 송선효 : 여고생 산발머리 귀신 역
- 조준희 : 동네 주민 역
- 진영훈 : 동네 주민 역
- 손정희 : 동네 주민 역
- 김관장 : 동네 주민 역
- 정다겸 : 동네 주민 역
- 김상동 : 동네 주민 역
- 양의경 : 동네 주민 역
- 송미린 : 소희 대역